# Oglasodes
Oglasodes là một chi bướm đêm thuộc họ Erebidae.